# I. e. 580-as évek
Évszázadok: i. e. 7. század – i. e. 6. század – i. e. 5. század
Évtizedek: i. e. 630-as évek – i. e. 620-as évek – i. e. 610-es évek – i. e. 600-as évek – i. e. 590-es évek – i. e. 580-as évek – i. e. 570-es évek – i. e. 560-as évek – i. e. 550-es évek – i. e. 540-es évek – i. e. 530-as évek
Évek: i. e. 589 – i. e. 588 – i. e. 587 – i. e. 586 – i. e. 585 – i. e. 584 – i. e. 583 – i. e. 582 – i. e. 581 – i. e. 580

## Események
- II. Nabú-kudurri-uszur meghódítja Jeruzsálemet és lerombolja a templomot. Megkezdődik a zsidók babiloni fogsága.
- II. Nabú-kudurri-uszur belekezd Türosz ostromába, ami 13 évig, i. e. 572-ig tart majd.
- Az i. e. 585. május 28-i napfogyatkozás, amelyet a források feljegyeznek és amelynek hatására a lüdök és médek békét kötnek a Halüsz folyónál, segít rögzíteni a ókori kelet kronológiáját.
- A delphoi amphiktüonia első szent háborújának befejezésének ünneplésére elindul a püthói játékok sorozata i. e. 582-ben.
- Küpszelosz korinthoszi türannosz bukásának örömére elindul az iszthmoszi játékok sorozata i. e. 580-ban.

## Híres személyek
- Uvakhsatra (Küaxarész) és Istuviga (Asztüagész) méd királyok
- Periandrosz korinthoszi türannosz
- II. Nabú-kudurri-uszur babiloni király
- Kabúdzsija (I. Kambüszész) ansani (perzsa) király
- II. Uahibré (Apriész) egyiptomi fáraó